# Siecrist
Siecrist je brazilská thrash/death metalová kapela založená ve druhé polovině 80. let dvacátého století (rok 1986 nebo 1987) ve městě Serra ve státě Espírito Santo. V roce 2006 se rozpadla. Od roku 2014 je opět aktivní, avšak orientuje se více na death metal.

Logo kapely se skládá z hřebů stylizovaných do nápisu Siecrist.
První demo Beyond the Eternity vyšlo v roce 1989, debutové studiové album s názvem Freezin' Hell  bylo vydáno v roce 1992 brazilským hudebním vydavatelstvím Cogumelo Records.
K roku 2021 má kapela na svém kontě celkem čtyři dlouhohrající desky.

## Diskografie

### Dema
- Beyond the Eternity (1989)
- Road to Delusion (1990)
- Ensaio 2014 (2014)

### Studiová alba
- Freezin' Hell (1992)
- Soul in Fire (1995)
- No Choice (1998)
- What's Going on Your Mind? (2003)